# مارتین موچمان
مارتین موچمان (به آلمانی: Martin Mutschmann) (زاده ۹ مارس ۱۸۷۹ – درگذشته ۱۴ فوریه ۱۹۴۷) یک ژنرال آلمانی در دوره رایش سوم و از سال ۱۹۲۵ تا سال ۱۹۴۵ گاولایتر ایالت زاکسن بود.

## زندگی‌نامه
وی در هیرشبرگ در امپراتوری آلمان زاده شد. در جوانی به همراه خانواده به پلاوئن رفت. در دانشگاه بازرگانی خواند و سپس در پلاوئن یک کارخانه ساخت توری به راه انداخت. در جنگ جهانی اول در جبهه غرب خدمت کرد تا این که در سال ۱۹۱۶ به دلایل پزشکی از ادامه خدمت معاف شد. پس از پایان جنگ به حزب نازی در پلاوئن پیوست و به آن کمک‌های مالی می‌کرد.وی در جریان رکود بزرگ کارخانه خود را از دست داد. با این حال کمک‌های مالی خود به حزب نازی را قطع نکرد.
وی در سال ۱۹۲۵ گاولایتر ایالت زاکسن شد و تا پایان جنگ جهانی دوم در این سمت باقی ماند. فعالیت‌های سیاسی وی نیز بیشتر به همین ایالت محدود می‌شد. وی به حفظ و نگهداری صنایع دستی این ایالت علاقه زیادی داشت.
در ۳۰ ژانویه ۱۹۳۳ و پس از به قدرت رسیدن حزب نازی، موچمان به رایشستات‌هالتر (فرماندار) ایالت زاکسن شد. در جریان بمباران درسدن در جنگ جهانی دوم وی به دلیل آن که شهر را برای مقابله در برابر بمباران آماده نکرده بود مقصر شناخت.
در اول مه ۱۹۴۵ موچمان در درسدن بود. وی اصرار داشت که برای خودکشی آدولف هیتلر رهبر آلمان نازی در شهر باید عزای عمومی اعلام شود. وی یک هفته بعد در حالی که تلاش می‌کرد فرار کند توسط نیروهای شوروی دستگیر شد.
وی در نهایت در شوروی به مرگ محکوم شد و در ۱۴ فوریه ۱۹۴۷ در مسکو اعدام شد